# LSU Tigers/Lady Tigers
LSU Tigers/Lady Tigers är en idrottsförening tillhörande Louisiana State University och har som uppgift att ansvara för universitetets idrottsutövning.
Laget för amerikansk fotboll går oftast under namnet LSU Fighting Tigers.

## Idrotter
Tigers/Lady Tigers deltager i följande idrotter:
| Herrar - Amerikansk fotboll - Baseboll - Basket - Friidrott - Golf - Simning - Simhopp - Tennis - Terränglöpning | Damer - Basket - Beachvolleyboll - Fotboll - Friidrott - Golf - Gymnastik - Simning - Simhopp - Softboll - Tennis - Terränglöpning - Volleyboll |

## Idrottsutövare

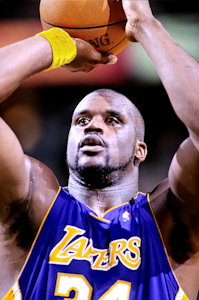
Shaquille O'Neal.

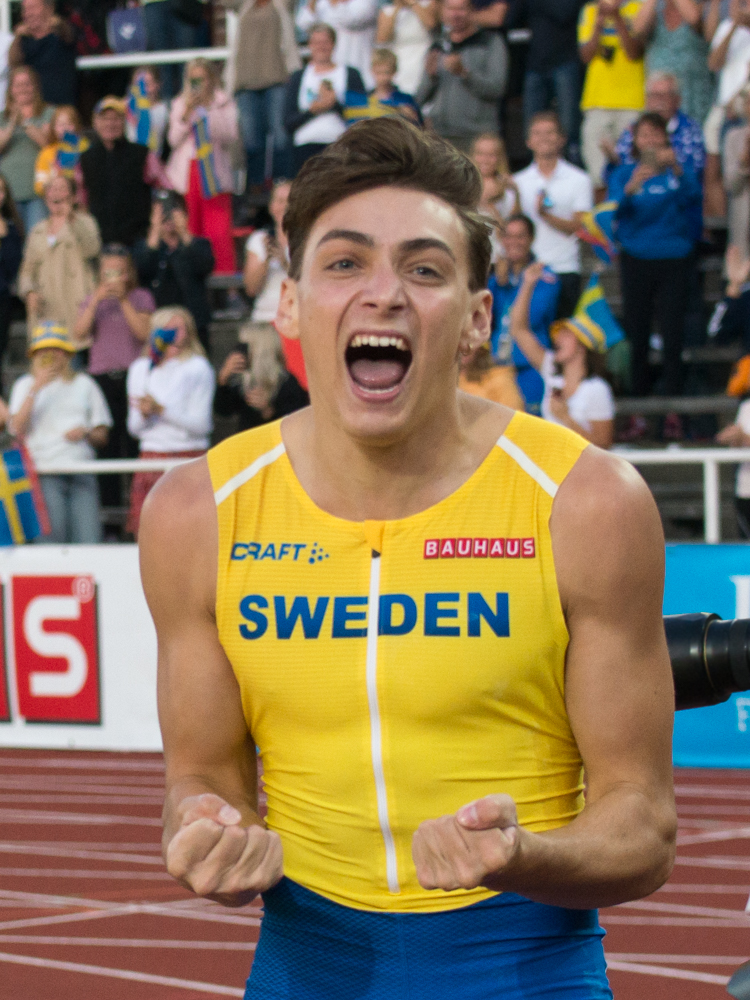
Armand Duplantis.

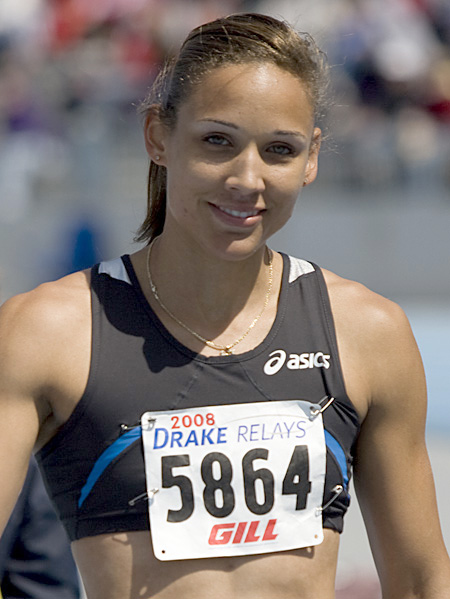
Lolo Jones.

| Amerikansk fotboll - Kwon Alexander - Odell Beckham Jr. - Xavier Carter - Robert F. Kennon - Ruffin Pleasant Baseboll - Kurt Ainsworth - Alex Bregman - Kevin Gausman - D.J. LeMahieu - Warren Morris - Aaron Nola - Jason Williams Basket - Seimone Augustus - Ricky Blanton - Tari Eason - Sylvia Fowles - Alex Fudge - Pete Maravich - Skylar Mays - Shaquille O'Neal - Bob Pettit - Duop Reath - Naz Reid | - Ben Simmons - Javonte Smart - Jabari Smith - Garrett Temple - Trendon Watford Brottning - Kevin Jackson Fotboll - Allysha Chapman Friidrott - Kelly-Ann Baptiste - Xavier Carter - Leroy Colquhoun - Walter Davis - Nadia Davy - Peta-Gaye Dowdie - Dahlia Duhaney - Fitzroy Dunkley - Andreas Duplantis - Armand Duplantis - Stephanie Durst - Sheila Echols - Alleyne Francique - Glenroy Gilbert - Lisa Gunnarsson - Glenn Hardin | - Esther Jones - Lolo Jones - Muna Lee - Nethaneel Mitchell-Blake - John Moffitt - Vernon Norwood - Mikael Olander - Debbie-Ann Parris-Thymes - Isa Phillips - Richard Thompson - Astia Walker - Kelly Willie Golf - Jay Hebert - Lionel Hebert - Madelene Sagström - David Toms Tennis - Robert F. Kennon |